# Исключение СССР из Лиги Наций
Исключение СССР из Лиги Наций — резолюция Ассамблеи и постановление Совета Лиги Наций об исключении Советского Союза из этой международной организации с осуждением «действий СССР, направленных против Финляндского государства», а именно: за развязывание войны с Финляндией. Исключение состоялось 14 декабря 1939 года на 20-й сессии Ассамблеи Лиги Наций, во Дворце Наций, штаб-квартире Лиги в Женеве (Швейцария).

## Предыстория
Формально Лига Наций была основана 10 января 1920 года. 15 сентября 1934 года по инициативе Франции 30 стран-членов обратились к СССР с предложением вступить в Лигу. 18 сентября 1934 года Советский Союз принял это предложение и занял место постоянного члена её Совета. Впрочем, и до этого СССР активно сотрудничал с различными комитетами Лиги Наций по широкому кругу международных вопросов, участвовал в проходивших под эгидой этой организации конференциях и совещаниях по разоружению. К концу 1939 года членами Лиги Наций были 40 государств мира, причём среди них по разным причинам отсутствовали такие великие державы, как США, Германия, Италия и Япония.
28 ноября 1939 года СССР объявил о денонсации Тартуского мирного договора 1920 года и Договора о ненападении с Финляндией 1932 года, срок действия которого истекал в 1945 году, и 30 ноября начал военное вторжение на территорию Финляндии. Таким образом, СССР военным путём решал вопрос, который не смог разрешить путём предшествовавших советско-финских переговоров в октябре-ноябре 1939 года, так как к этому моменту в Москве уже было решено взять под контроль советских войск всю территорию Финляндии и посадить в Хельсинки марионеточное правительство Куусинена.
4 декабря в ответ на запрос генсека Лиги Наций нарком иностранных дел СССР Вячеслав Молотов заявил, что Советский Союз не находится в состоянии войны с Финляндией и не угрожает финскому народу, поскольку заключил 2 декабря 1939 года Договор о взаимопомощи и дружбе с правительством учреждённой за сутки до этого Финляндской Демократической Республики (ФДР). С точки зрения СССР, он предпринимает совместные с ФДР усилия по ликвидации очага войны, созданного в Финляндии её прежними правителями.
Молотовым было объявлено, что предыдущее правительство Финляндии утратило свои полномочия и страной более не руководит. Советский Союз заявил в Лиге Наций, что отныне будет вести переговоры только с ФДР. Также глава НКИД СССР сообщил, что в случае созыва Совета и Ассамблеи для рассмотрения обращения Холсти советские представители в них участвовать не будут.

## Исключение
Непосредственным поводом к исключению СССР из Лиги Наций послужили массовые протесты международной общественности по поводу бомбардировок советской авиацией финляндских гражданских объектов. В подавляющем большинстве случаев они происходили из-за недостаточной точности сброса бомб — однако зарево пожаров в Хельсинки наблюдалось в те дни даже с другого берега Финского залива из Таллина, а фотографии разрушенных городских кварталов облетели передовицы газет многих стран мира, уравняв в сознании читателей бомбардировки столицы Финляндии с бомбардировкой Герники в Испании в 1937 году.
На таком фоне 14 декабря была созвана 20-я сессия Ассамблеи Лиги Наций. По инициативе Аргентины в повестку заседания был внесён вопрос об исключении Советского Союза. Председатель образованного Ассамблеей специального комитета по финляндскому вопросу («комитет тринадцати»), представитель Португалии Да Матта зачитал составленный комитетом отчёт и проект резолюции. Он базировался на «Положении об определении агрессора», принятом Лигой в 1933 году по инициативе тогдашнего главы НКИД СССР Максима Литвинова.
Из 40 государств — членов Лиги Наций за проект резолюции Ассамблеи проголосовали 28 государств (в том числе Великобритания и пять британских доминионов, а также Франция и две её подмандатные территории), воздержались девять (Швеция, Норвегия, Дания, Латвия, Эстония, Литва, Болгария, Китай и Швейцария), представители остальных (в том числе СССР) отсутствовали. Совет Лиги Наций ознакомился с принятой Ассамблеей резолюцией и вынес постановление об исключении Советского Союза из этой международной организации. Совет осудил «действия СССР, направленные против Финляндского государства», и призвал страны — члены Лиги Наций оказать поддержку Финляндии.
Советский Союз отреагировал на своё исключение заявлением ТАСС от 16 декабря 1939 года, где указал, что за исключение СССР проголосовало лишь 7 из 14 членов Совета (Великобритания, Франция, Бельгия, Доминиканская республика, Боливия, Египет, ЮАС), то есть меньшинство, причём последние три страны — члена Совета были избраны за сутки до голосования, в чём Советский Союз усмотрел мошеннический умысел. Остальные же 7 членов Совета либо воздержались (Греция, Югославия, Китай и сама Финляндия), либо отсутствовали (Перу, Иран, и сам СССР). Кроме того, СССР обвинил Лигу Наций в потакании интригам Великобритании и Франции, которые с его точки зрения, вместо прекращения имеющегося у них состояния войны с Германией занимались поддержкой провокаторов войны в Финляндии. Там же было выражено негодование, что «случайно подобранные „представители“ 127 миллионов населения „исключили“ СССР с его 183 миллионами населения», а также удовлетворение тем фактом, что Советский Союз теперь «не связан пактом Лиги Наций и будет иметь отныне свободные руки».

## Оценка законности исключения
По мнению советских и российских исследователей, тот факт, что исключение СССР состоялось при всего лишь 7 голосах «за» из 14, означает, что Лига Наций нарушила свои уставные положения. Однако внимательное изучение этих последних показывает, что при голосовании в Лиге Наций голоса воздержавшихся в принципе не должны были приниматься во внимание, как и позиция государства, подлежавшего исключению. Лишь неучастие в голосовании Ирана и Перу может поставить его итоги под сомнение, так как, согласно букве процедуры, в голосовании по вопросу исключения члена Лиги Наций обязаны были принимать участие все члены Совета, кроме государства, подлежавшего исключению. Однако оба государства бойкотировали не конкретно голосование по данному вопросу, а все заседания Совета с середины 1939 года. Несостоятельными следует признать советские утверждения о введении новых членов в Совет с мошенническим умыслом, ибо голосование в органах Лиги Наций в любом случае происходило не по принципу получения абсолютного большинства голосов: для принятия любого решения необходимо было полное отсутствие голосов «против» (не считая, в случае рассмотрения вопроса об исключении из членов Лиги Наций, голоса государства-нарушителя, как указано выше).

## Последствия

### Для сторон
Историки Александр Чубарьян и Олли Вехвиляйнен констатируют, что, хотя советско-финские отношения и до войны не отличались теплотой, в её результате Советский Союз «приобрёл озлоблённого соседа, озабоченного своей безопасностью и стремящегося к реваншу».
Эпизод с обращением Финляндии в Лигу Наций не возымел практических последствий — агрессия СССР не была остановлена, а утраченные по Московскому мирному договору территории не были возвращены. Помощь же со стороны Швеции, Великобритании и Франции была хоть и существенна, но ограничивалась лишь экономической составляющей: силовая эскалация грозила новой войной (об этом в марте 1940 года однозначно предупредил Молотов).
В совокупности перечисленное привело к повороту внешней политики Финляндии от её стремления заключить оборонительный союз со скандинавскими странами, принять гарантии Запада и даже разместить у себя экспедиционные британо-французские силы к постепенной переориентации на Германию, так как никакой реальной значимой внешней силы, способной повлиять на события, у финнов больше не оставалось. Окончательно все прежние надежды были перечёркнуты успешным превентивным вторжением Германии в Норвегию, когда немцы банально смогли опередить англо-французские войска направившиеся в Норвегию морским путём, так же с целью оккупации последней исходя из своих военных интересов, в результате чего Норвегия оказалась под германской оккупацией.
Руководство Финляндии предвидело непрочность германо-советского союза и планировало вернуть утраченные территории в результате будущего столкновения между СССР и Германией. С сентября 1940 года первые немецкие транзитные войска стали прибывать на территорию Финляндии. Таким образом, преимущества, достигнутые СССР, оказались кратковременными, стратегически безопасность Советского Союза не была обеспечена и последний вскоре столкнулся с новой угрозой — финской войной 1941-1944 года.

### Для Лиги
Исключение Советского Союза из членов Лиги Наций зафиксировало моральную победу Финляндии и поспособствовало росту общественного негодования, вызванного агрессией против неё. Однако оно усилило дисбаланс представленных в Лиге сил и привело к тому, что в составе организации, претендовавшей на планетарный масштаб, из великих держав остались лишь две — Великобритания и Франция (вскоре захваченная нацистской Германией).
С момента исключения СССР и до своего формального роспуска 20 апреля 1946 года Лига Наций практически прекратила свою активную деятельность по урегулированию политических вопросов. В частности, в годы Второй мировой войны уже ни одна из стран не прибегла к помощи Лиги.
В своих мемуарах фельдмаршал Финляндии Карл Густав Маннергейм позднее отметил:

Если такие страны, как Уругвай, Аргентина и Колумбия, на Ассамблее Лиги Наций решительно встали на нашу сторону, то Швеция, Норвегия и Дания заявили, что они не будут принимать участие в каких-либо санкциях против Советского Союза. Более того — страны Скандинавии воздержались от голосования по вопросу об исключении агрессора из Лиги Наций.
Тем не менее именно руководитель норвежской делегации и председатель стортинга Хамбро вынужден был огласить решение Ассамблеи. В качестве последнего председателя Лиги Наций на заседании в 1946 году, когда эту организацию распустили, ему пришлось зачитать хвалебное поздравление той же самой диктатуре, которую он за семь лет до этого заклеймил как преступную.